# Audrey Long
Audrey Long (Orlando, 14 aprile 1922 – Virginia Water, 19 settembre 2014) è stata un'attrice e modella statunitense.

## Biografia
Figlia di un pastore protestante, Audrey Long studiò nella St. Margaret's School di Tappahannock, in Virginia, e poi a Los Gatos, in California. Lavorò come modella prima di debuttare al cinema ne L'uomo questo dominatore (1942). Nel 1943 recitò anche a Broadway nella commedia Sons and Soldiers.
Numerosi furono i film da lei interpretati durante gli anni quaranta. Il suo ultimo film fu Torce rosse (1952). In quell'anno sposò, in seconde nozze, lo scrittore Leslie Charteris, il creatore del personaggio di Simon Templar, e si trasferì in Inghilterra, dove morì nel 2014.

## Filmografia parziale
- L'uomo questo dominatore (The Male Animal), regia di Elliott Nugent (1942)
- Eagle Squadron, regia di Artur Lubin (1942)
- Romanzo del West (Tall in the Saddle), regia di Edwin L. Marin (1944)
- Notte d'avventura (A Night of Adventure), regia di Gordon Douglas (1944)
- Wanderer of the Wasteland, regia di Wallace Grissell (1945)
- A Game of Death, regia di Robert Wise (1945)
- Vacanze pericolose (Periilous Holiday), regia di Edward H. Griffith (1946)
- Perfido inganno (Born to Kill), regia di Robert Wise (1947)
- Morirai a mezzanotte (Desperate), regia di Anthony Mann (1947)
- Adventures of Gallant Bess, regia di Lew Landers (1948)
- S.O.S. jungla! (Miraculous Journey), regia di Sam Newfield (1948)
- Homicide for Three, regia di George Blair (1948)
- Duke of Chicago, regia di George Blair (1949)
- Post Office Investigator, regia di George Blair (1949)
- Alias the Champ, regia di George Blair (1949)
- Ogni anno una ragazza (The Petty Girl), regia di Henry Levin (1950)
- Insurance Investigator, regia di George Blair (1951)
- I lancieri alla riscossa (Cavalry Scout), regia di Lesley Selander (1951)
- Torce rosse (Indian Uprising), regia di Ray Nazarro (1952)